# Symbole (enseignement)
Pour les articles homonymes, voir Symbole (homonymie).

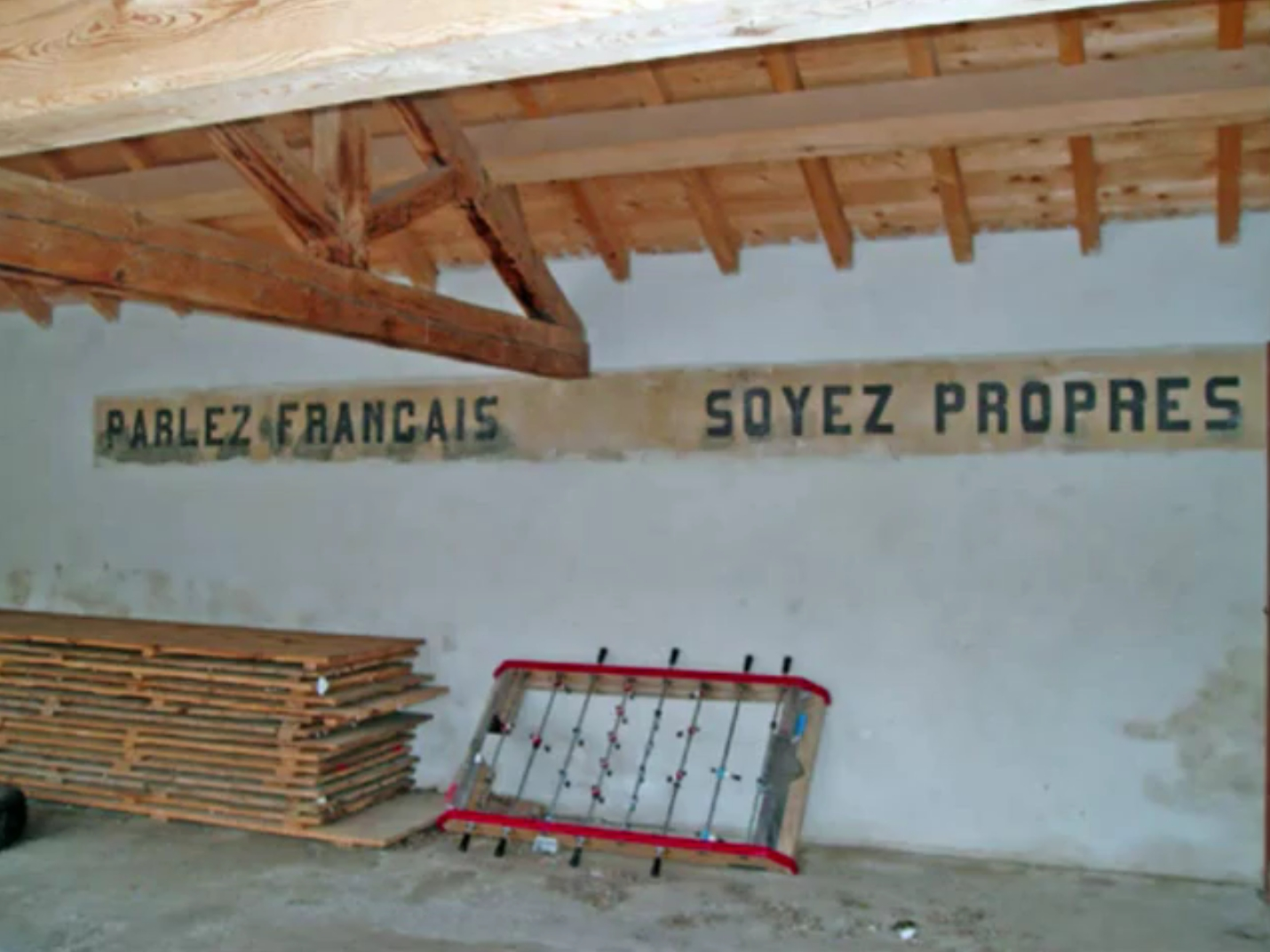
Sentences « Parlez français » et « Soyez propres » écrites sur le mur du préau de l'école d'Ayguatébia-Talau dans les Pyrénées-Orientales où la population parlait principalement catalan.

Le symbole (appelé également ar vuoc'h – la vache – en breton) , signal, (en occitan senhal) ou encore  signum linguæ (aussi appelé en abrégé signum), était un outil pédagogique ou de politique linguistique, utilisé afin de forcer les étudiants à parler la langue d’enseignement hors de la classe. Il a notamment été utilisé dans les écoles publiques et privées francophones aux XIXe siècle et XXe siècle, remis en signe de punition à un élève surpris à parler dans sa langue régionale.
En général, il s’agissait d’un rouleau de papier sur lequel les étudiants ayant été surpris à parler leur langue maternelle ou leur dialecte, devaient écrire leurs noms. L'élève devait ensuite surprendre un autre de ses camarades dans la même situation et lui remettre l'objet. L'élève qui avait l'objet en sa possession à la fin de la récréation, de la demi-journée, ou de la journée, était puni (corvées, devoirs supplémentaires, punitions corporelles, retenues, séance de moquerie générale organisée par l'instituteur, amende, etc.).
Le procédé était utilisé afin :
- d'exclure de l'école toute autre langue que le français, y compris pendant les récréations,
- d'attirer les moqueries sur celui qui n'appliquait pas la règle linguistique fixée, d'humilier l'élève parlant sa langue maternelle régionale et de la ridiculiser,
- accessoirement d'entretenir la délation entre les élèves et empêcher la solidarité de groupe.

## Nature de l'objet
Il s'agissait parfois :
- d'un sabot de bois ordinaire, parfois non creusé, à porter au cou,
- d'une ardoise à porter au cou (à l'école publique de Plouaret entre 1943 et 1949, l'élève devait écrire sur l'ardoise « je parle breton » ),
- d'un objet à tenir en poche, petit sabot, bouton, buchette ou simple bout de bois : à l'école de Saint-Nicolas-du-Pélem dans les années 1930, il s'agissait d'un petit bout de bois sur lequel était gravé BRETON, « sorte de bonnet d'âne miniature que se passaient les élèves coupables d'avoir parlé breton » (Le Télégramme, Guingamp, 31 janvier 2008).

« Les écoles de la République imposent de même aux élèves pris en flagrant délit de péché linguistique le port d'un « symbole » (appelé « vache » en Bretagne) qui peut être un bout de carton, une planche, une barre de bois ou un bâton, comme dans les Pyrénées-Orientales ; une cheville comme dans le Cantal, un ruban de papier ou un objet métallique comme en Flandre, ou une brique tenue à bout de bras comme en Corrèze. »

— Pierre Giolitto, Abécédaire et férule, Imago, 1986

## Efficacité du procédé
Quel rôle a joué le symbole dans ce remplacement ? Dans la pratique de la langue, cette politique eut peu de succès et n'entama pas l'utilisation du breton[réf. nécessaire]. Paradoxalement, c'est dans les années 1950 que l'abandon massif du breton commença, alors même que les restrictions à l'enseignement des langues régionales disparaissaient : 

« Dans le cas de la Basse-Bretagne, le changement de langue n'a pu se faire en particulier que parce qu'un profond mouvement d'opinion s'est, à un moment donné, prononcé dans ce sens. Le pouvoir d'État, à lui seul, ne pouvait l'imposer : les violentes réactions provoquées par les décisions d'Émile Combes en 1902 le prouvent d'abondance. À peine 50 ans plus tard, la jeunesse féminine opte ostensiblement pour le français et les familles décident de ne plus élever leurs enfants en breton : aucune injonction ne leur avait été adressée en ce sens. »

Fañch Broudig cite Pierre-Jakez Hélias, qui dans son livre Le Cheval d’orgueil, expose la réalité qu'il connaît dans sa commune, du point de vue de l'essentiel de la population parlant breton, et qui a fait le choix d’éduquer ses enfants en français, après la Libération : 	 

« Le tout n’est pas d’avoir été puni à l’école pour avoir parlé breton : une seconde punition attendait les enfants coupables de bretonner, à leur retour à la maison. Les parents, qui ne savaient pas toujours eux-mêmes le français, considéraient en effet qu’ils faisaient alors "le sacrifice d’envoyer leurs enfants à l’école pour apprendre le français oral ou écrit alors qu’ils en ont souvent besoin à la maison pour garder les vaches ou les frères et sœurs. Le travail des petits est donc de s’appliquer au français. En parlant breton, ils boudent ce travail, ils rechignent à la peine, ils s’amusent. Que mérite quelqu’un qui s’amuse au lieu de travailler, s’il vous plaît ? Une bonne correction, pour lui apprendre à vivre... »

— Pierre-Jakez Hélias, Le cheval d’Orgueil, p 213, cité dans La pratique du breton de l’Ancien Régime à nos jours, Fañch Broudig, Presses Universitaires de Rennes, 1995, p. 314
Selon l'auteur, c'est en définitive le désir de modernité et de changements économiques  qui a conduit à l'adoption volontaire du français. Ce remplacement de langue sur quelques décennies, en favorisant les échanges, a eu pour effet de stimuler l'économie de la Bretagne[réf. souhaitée] et a profondément changé la société.
Pour certains[Qui ?], le symbole a accéléré l'assimilation des Bretons à la société française. Pour d'autres[Qui ?], il aurait participé à la destruction de l'identité bretonne et aux ethnocides menés par l'État français tant en Métropole que dans l'empire colonial français[non neutre].
Françoise Morvan met en doute l'importance du symbole en le replaçant dans le contexte éducatif de l'époque :

« On parle du symbole, ce bout de bois… qu’on donnait aux enfants surpris à parler breton, comme s’il s’agissait d’une mesure sadique dirigée contre les Bretons – mais il y avait tellement de punitions du même genre, bonnet d’âne, coups de règle… Tout un arsenal de père Fouettard… »

En 2014 la polémique est toujours d'actualité entre universitaires.

## Régions ayant utilisé ce procédé
L'Occitanie, région du Sud de la France où ses habitants parlent majoritairement l'occitan jusqu'à l'entre-deux-guerres subit ce procédé qu'ils nomment par exemple « sinhal » en Aveyron. C'est également le cas du corse, du franco-provençal, du basque et de l'alsacien dont les jeunes locuteurs ont subi une forte pression de la part de leur instituteur afin d'éradiquer ces langues alors jugées dégénérées.

### Nord de la France / Belgique / Pays-Bas
Le signum fut introduit au cours de la Renaissance aux Pays-Bas dans les écoles latines, dans le but de familiariser les élèves avec tous les aspects de la langue latine.  On mentionna dans le règlement scolaire que la langue latine dut être parlée dans toutes circonstances ; même pendant le jeu.  Les écoles latines ont maintenu ce système jusqu'au XIXe siècle. 
À partir de l'Ancien Régime on tenta de promouvoir, voire d’imposer la maîtrise du français comme langue véhiculaire.  Dans le nord de la France, l'enseignement du néerlandais fut interdit en 1853, et la loi de 1866 du ministre de l'Éducation de la France, Victor Duruy, relégua le néerlandais aux cours de catéchisme. Le signum y était encore en usage jusqu'au XXe siècle. 
Le signum devint un instrument de francisation en Flandre après que l'État belge eut imposé le français comme langue officielle.  Le ministre Joseph Thonissen abolit son utilisation dans les écoles publiques avec sa circulaire de 1885 en exécution des lois linguistiques de 1883 sur l'éducation.  Dans certaines écoles de l’enseignement libre (confessionnel catholique), il était resté en usage jusqu'à la Première Guerre mondiale.  Pour le mouvement flamand, l'usage du signum obtint une importance symbolique particulière car, par-dessus tout, il fut appliqué comme une mesure sanctionnant l'emploi de la langue maternelle.  Le signum exista également en Belgique romane, où l’on obligea les étudiants à employer le français comme langue par défaut, tandis que l'utilisation des dialectes romans (wallon, picard, etc) fut découragée.

### Empire colonial français
Le procédé, avec des variantes locales, était également utilisé dans les écoles françaises de l'empire colonial français pour favoriser l'apprentissage du français. Le but était d'assimiler les « indigènes ». L'utilisation de ces procédés s'est parfois maintenue quelque temps dans les États indépendants choisissant le français comme langue officielle, comme au Togo où cet objet est appelé « le signe ».

## Autres pays

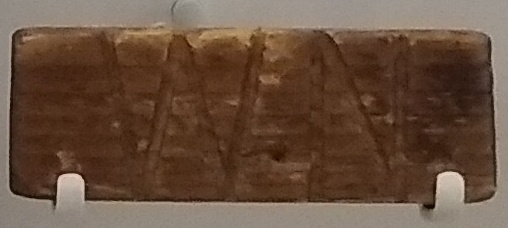
Le "Welsh Not" (ne parlez pas gallois), symbole utilisé au Pays de Galles

De la même façon, on utilisait le Welsh Not au Pays de Galles contre les enfants parlant gallois. Un procédé similaire a été utilisé en Irlande contre le gaélique. 
Contre les langues indiennes aux États-Unis on forçait les enfants à manger du savon, tentative d'introduire (physiquement comme moralement) en eux l'association de leur culture avec la saleté.  Les punitions corporelles étaient communes dans les écoles de Louisiane pour interdire aux enfants de parler français.
À Okinawa on a utilisé le même procédé pour contraindre les enfants à parler japonais au lieu d'okinawaïen.